# Acanthobrama tricolor
Acanthobrama tricolor es una especie de pez de la familia de los Cyprinidae en el orden de los Cypriniformes.

## Reproducción
Es ovíparo.

## Distribución geográfica
Se encuentra en los lagos del este de Damasco (Siria ).

## Observaciones
Es inofensivo para los humanos.